# Lavender Haze
«Lavender Haze» (с англ. — «лавандовая дымка») — песня американской певицы и автора-исполнителя Тейлор Свифт, вышедшая 21 октября 2022 года в качестве первого трека в её десятом студийном альбоме Midnights. Песня, открывающая альбом, была написана Свифт, Джеком Антоноффом, Джэханом Свитом, Sounwave (Марк Спирс), Зои Кравиц и Сэмом Дью, первые четверо из которых спродюсировали её вместе с Брэкстоном Куком. Антонофф и Кравиц также внесли свой вклад в фоновый вокал. Название «Lavender Haze» относится к состоянию влюбленности. Это песня в стиле электропоп с влиянием R&B и хип-хопа о том, как Свифт и её бойфренд Джо Элвин подвергаются пристальному вниманию в Интернете и таблоидах, а также о слухах, касающихся их отношений.
Критики высоко оценили знойное настроение песни, танцевальность и прямолинейный текст. 29 ноября Republic Records релизовал песню на американском радио contemporary hit radio в качестве второго сингла из альбома. 27 января 2023 года состоялась премьера официального музыкального видео на песню «Lavender Haze», автором и режиссёром которого является Свифт. В клипе использованы психоделические и сюрреалистические элементы.
Сингл занял второе место в чартах Австралии, Канады, Ирландии, Новой Зеландии, США и в Billboard Global 200. Во многих других странах он вошел в топ-10. Свифт включила песню «Lavender Haze» в сетлист своего шестого хедлайнерского концертного тура Eras Tour (2023—2024).

## История

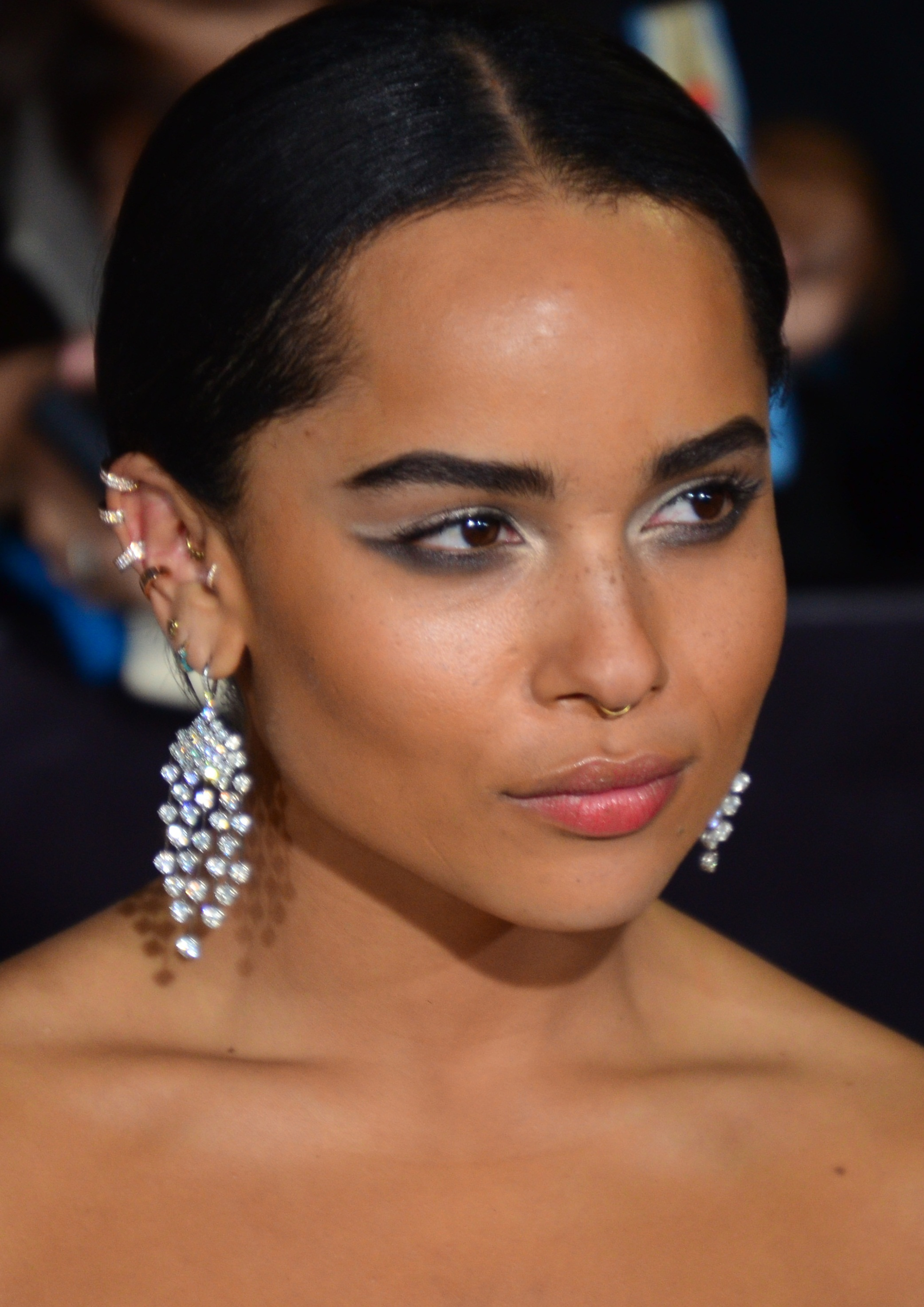
Зои Кравиц, соавтор «Lavender Haze», чей голос звучит в бэк-вокале

Свифт задумала начальную композицию «Lavender Haze», встретив фразу 1950-х годов «in the lavender haze» в 12 эпизоде 2 сезона драматического сериала «Безумцы», когда ею просто описывали состояние влюбленности («…если вы были в лавандовой дымке, то это означало, что вы были во всеохватывающем любовном сиянии»). Она написала песню о защите своих романтических отношений с Джо Элвином от непрошеных комментариев в Интернете, таких как «странные слухи» и «бульварная чушь».
Композиция «Lavender Haze» была впервые задумана Антоноффом, когда он услышал, как Марк Энтони Спирс, один из его коллег, случайно нажал на кнопку, воспроизводя «маленькую звуковую петлю», сделанную Джэхан Свит. Спирс отредактировал петлю, добавив «кучу эффектов». Сэм Дью написал несколько мелодий к петле вместе с Зои Кравиц, которая также работала с Антоноффом. Затем Антонофф предложил песню Свифт, которая написала текст.
Название песни было объявлено 7 октября 2022 года во время одного из эпизодов её серии «Midnights Mayhem with Me» в сети TikTok в рамках продвижения альбома. Лирически песня напоминает «Call It What You Want» и «Cruel Summer», повествуя о том, как любовь пробивается сквозь весь негатив, критику и ожидания. «Lavender Haze», как и остальная часть Midnights, избегает напыщенного поп-звучания, из-за которого синглы «Look What You Made Me Do» или «Me!» часто казались таким звуковым отклонением от более тонкого и мерцающего звучания остальных альбомов, из которых они были взяты за основу.

## Композиция
Критики отметили, что музыка трека связана с различными жанрами. «Lavender Haze» — это «ритмичная поп-музыка», сочетающая в себе синти-поп, дрим-поп и эмбиент-хаус. Роб Шеффилд из Rolling Stone описал её как R&B трек 1990-х годов, а Крис Уиллман из Variety назвал её «эмо-эротической» песней, которая склоняется к современному R&B. Алекс Блимс из Esquire описал её как «медленным диско».
Песня имеет ритмически-ориентированный электро-хип-хоп-инфлексированный продакшн со слоистым, фальцетным вокалом в припеве, приводящим в движение модульные синтезаторы и синтезаторные ударные. Энн Пауэрс из NPR считает, что многослойный вокал и синтезаторные ударные напоминают музыку Уитни Хьюстон.
Нил Маккормик из The Telegraph отметил «фальцетную фанковость в духе Принса» на протяжении всего трека, проиллюстрированную «высокочастотным бэк-вокалом» Зои Кравиц и продюсера Джека Антоноффа.
Свифт затрагивает слухи о помолвке и браке с Джо Элвином, подчёркивая, что эта концепция устарела. Она называет вопросы вокруг их отношений «головокружительными» и дополняет игнорирование Элвином публичных запросов об их отношениях. Лирически песню сравнивали с «Delicate» (2018) и «Call It What You Want» (2017).
Джиллиан Кейпвелл из HuffPost назвала «Lavender Haze» «…вдохновенной, захлебывающейся одой о том, как оставаться в тумане новой любви, не обращая внимания на скептиков и зрителей, готовых разнести её на части», приводя в пример следующие строки песни: «Все они продолжают спрашивать меня / Буду ли я твоей невестой / Единственная девушка, которую они видят / Это девушка на одну ночь или жена».

## Релиз

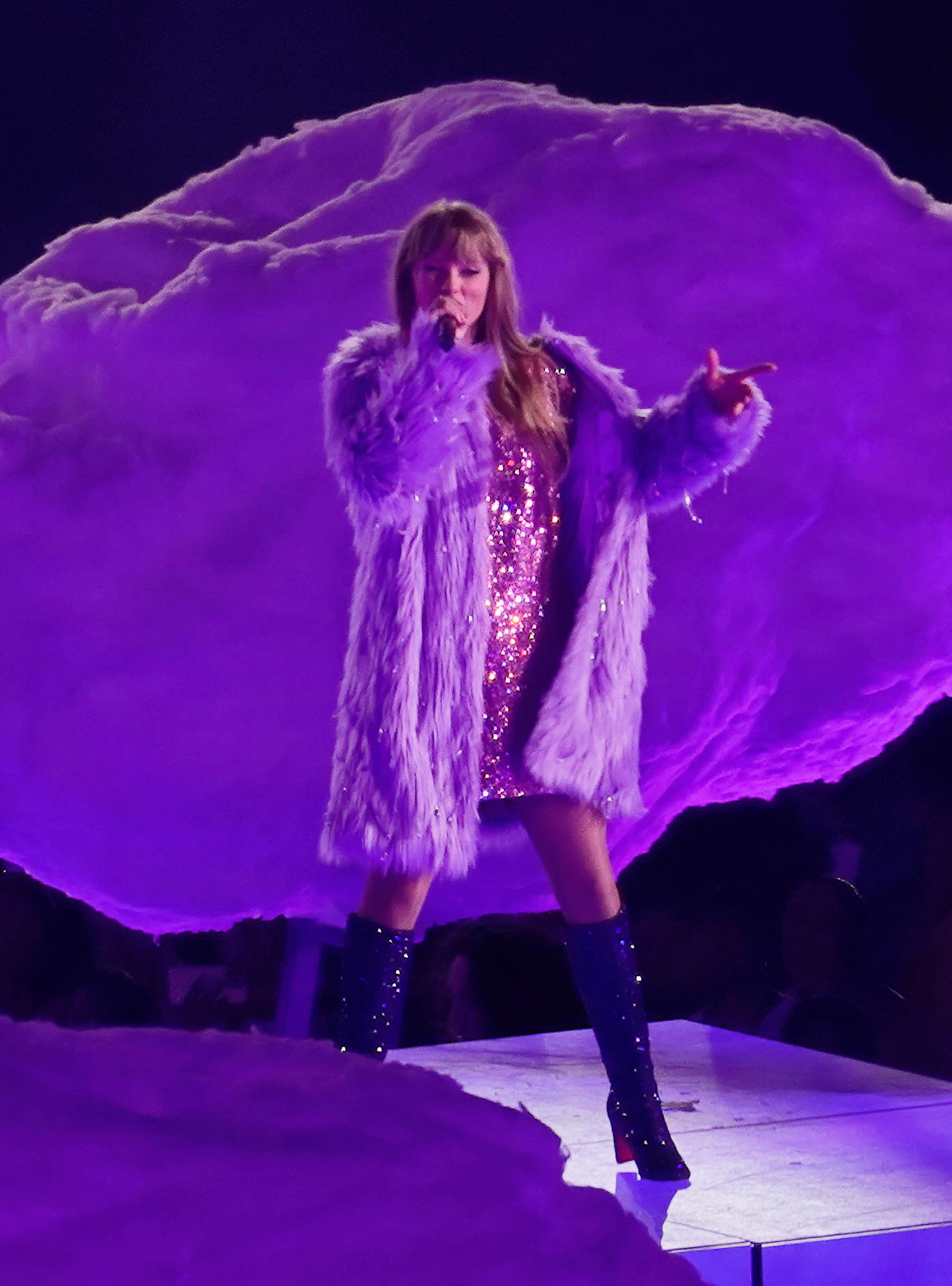
Свифт исполняет песню «Lavender Haze» во время тура «Eras Tour» в марте 2023 года

Песня «Lavender Haze» была выпущена на лейбле Republic Records 21 октября 2022 года в качестве первого трека десятого студийного альбома Свифт Midnights. 29 ноября 2022 года песня была выпущена в США на радиостанциях contemporary hit radio в качестве второго сингла альбома. После премьеры видеоклипа песня «Lavender Haze» была доступна для цифрового скачивания в США в официальном веб-магазине Свифт.
Ремикс на «Lavender Haze» в стиле тропикал-хаус от немецкого диджея Феликса Яна был выпущен 10 февраля 2023 года.
Ещё три ремикса от Tensnake, Snakehips и Jungle, соответственно, последовали 3 марта 2023 года и были выпущены по отдельности в виде цифровых загрузок исключительно в официальном веб-магазине Свифт. Все три ремикса, а также ремикс от Феликса Яна, были выпущены вместе в тот же день на стриминговых сервисах в виде EP ремиксов. Акустическая версия была доступна для цифрового скачивания и на стриминговых сервисах 31 марта 2023 года.

## Отзывы
Композиция была одобрительно встречена музыкальными критиками и обозревателями. Бриттани Спанос из Rolling Stone, назвав альбом Midnights «мгновенной классикой», высоко оценила трек Lavender Haze, назвав его «самой откровенной песней о её защитном поле» и то, что «на этот раз Свифт проявляет некоторую сдержанность, хотя и не теряет игривости, которая делает её вылазки в поп-музыку такими забавными». Крис Уиллман из Variety высказал мнение, что песня возвращает Свифт «на автобиографическую территорию как автора текстов».
Пол Бриджуотер из The Line of Best Fit выбрал «Lavender Haze» как один из самых сильных треков альбома а Мэри Сироки из Consequence выбрала его в качестве одного из трёх основных треков альбома, наряду с «Anti-Hero» и «Karma». По мнению Константиноса Папписа из Our Culture Mag, его «потрясающая» постановка задает тон «лучезарному, почти приглушенному сиянию» «Полуночи» Midnights. Рик Куинн, написавший обзор для PopMatters, назвал песню «заразительно танцевальной мелодией». Критик журнала Paste Эллен Джонсон сказала, что песня имеет «знойную» мелодию, а текст выражает «феминистское недовольство». В соответствии с этим, Карл Уилсон написал в Slate, что «Lavender Haze» ссылается на Комплекс Мадонны и Блудницы.
Джейсон Липшутц из Billboard в рейтинге всех 13 песен стандартной версии Midnights поставил «Lavender Haze» на 4-е место, как одну из лучших песен альбома, отметив её «…сложный, неотразимый грув, от жужжания модульного синтезатора до роскошного бэк-вокала (отчасти благодаря Зои Кравиц)», и добавляет, что «„Lavender Haze“ сияет как кусок искусно выстроенного ритмичного поп-музыки, причем Свифт точно знает, как скользить над ритмами».
Редакция журнала Billboard поместила «Lavender Haze» на 69-е место в списки лучших песен 2022 года.

## Музыкальное видео
Тизер музыкального видео на «Lavender Haze» был показан вместе с клипами на «Anti-Hero» и «Bejeweled» во время премьеры десятого студийного альбома Тейлор Свифт Midnights на Amazon Prime Video 21 октября 2022 года. Премьера клипа на песню «Lavender Haze» состоялась на канале Тейлор Свифт Vevo на YouTube в полночь по восточному летнему времени (EDT) 27 января 2023 года, через три месяца после выхода песни и альбома.
В «психоделическом» клипе Свифт поднимается со своей кровати, где спит её возлюбленный, которого играет Лаит Эшли. Из-под кровати появляется лавандовый туман и окутывает комнату. В клипе Свифт, одетая в фиолетовую шубу, сидит на диване и смотрит по телевизору прогноз погоды. Она ползёт к телевизору через пятна лавандовых цветов и раздвигает экран, как шторы, показывая рыбок кои, плывущих сквозь пространство, и ярко-фиолетовые облака. В следующей сцене Свифт лежит, казалось бы, раздетая в бассейне фиолетового цвета. В видеоролике Свифт перемежается между бассейном и лавандой, после чего она оказывается на вечеринке со своим возлюбленным, где их снова окутывает лавандовый туман. Видео заканчивается тем, что Свифт возвращается в свою спальню. Стены внезапно рушатся, оставляя её на облаке в окружении плавающих рыбок кои, как в прошлый раз.

### Анализ и интерпретации
- В первой сцене клипа на полу лежит виниловая пластинка с названием «Mastermind»; на обложке альбома изображены созвездия Стрельца и Рыб — знаки зодиака Свифт и Элвина соответственно[49].
- В первых кадрах также видна зажжённая палочка благовоний, что намекает на текст песни «Maroon», второго трека альбома Midnights[49].
- В новостях по телевизору показывают карту с прогнозом погоды, сообщающую о дожде в полночь — отсылка к «Midnight Rain», шестому треку «Midnights»[50].
- Эшли, который является любовным интересом Свифт в клипе, также является синоптиком на телевидении. Это считается отсылкой к тексту в бридже песни «Karma», 11-го трека альбома Midnights[51].
- Несколько поклонников и журналистов определили включение рыбок кои как пасхальное яйцо предполагаемого следующего перезаписанного альбома Свифт, Speak Now (Taylor’s Version); на гитаре, которую Свифт использовала для акустического исполнения песен во время мирового турне Speak Now World Tour, изображены три рыбки кои[47].
- В клипе показан дом, парящий в пространстве в окружении рыбок кои, что сравнивают со сценой в аквариуме в клипе на сингл Свифт 2019 года «Lover»[50]

## Коммерческий успех
За первые 24 часа на Spotify «Lavender Haze» набрал более 16,4 миллиона воспроизведений по всему миру, став четвёртым по этому показателю за всю историю платформы, уступая лишь «Anti-Hero» Свифт (17,4), «All I Want for Christmas Is You» (17,42) и «Easy on Me» (19,75). Он дебютировал на втором месте в международном чарте Billboard Global 200, уступив «Anti-Hero», который возглавил чарт.
В США песня «Lavender Haze» дебютировала на втором месте в чарте Billboard Hot 100 (позади «Anti-Hero», дебютировавшей на первом месте) с 41,4 миллионами потоков, 2 800 проданных цифровых загрузок и 2,4 миллионами слушателей в эфире. Свифт стала первой исполнительницей, которая одновременно заняла 10 первых мест в Hot 100; и первой исполнительницей, которая одновременно заняла всю первую десятку в чартах Hot 100, Streaming Songs и Digital Songs. Midnights также стал первым в истории альбомом десять песен из которого вошли в американский топ-10. Композиция «Lavender Haze» вторую неделю подряд провела в первой десятке чарта Hot 100, наряду с «Anti-Hero», «Bejeweled» и «Midnight Rain».
После релиза в качестве второго сингла из альбома Midnights, «Lavender Haze» достиг 5-го места в чарте Pop Airplay и 4-го места в Adult Pop Airplay, став знаковым двадцатым хитом Свифт в десятке лучших в первом чарте и двадцать седьмым во втором; кроме того, он стал четырнадцатым хитом в пятерке лучших в первом и рекордным пятнадцатым во втором.
Сингл стал её 17-й песней, вошедшей в топ-10 общего чарта Radio Songs, что позволило Свифт сравняться с Jay-Z, Лудакрисом, Пинк, T-Pain, Арианой Гранде и Ашером и занять 10-е место по числу в самых популярных радиосинглов в Топ-10 в истории.

## Концертные исполнения
Песня вошла в сет-лист the Eras Tour, концертного тура, в который Свифт отправилась 17 марта 2023 года (когда она была впервые публично исполнена) для продвижения Midnights и других своих альбомов.

## Награды и номинации
| Организация                            | Год  | Категория                        | Результат | Ссылка |
| -------------------------------------- | ---- | -------------------------------- | --------- | ------ |
| Nickelodeon Mexico Kids' Choice Awards | 2023 | Global Hit of the Year           | Номинация | [ 62 ] |
| BMI Awards                             | 2024 | Most Performed Songs of the Year | Победа    | [ 63 ] |

## Список треков
Цифровые загрузки — Сингл
1. «Lavender Haze» — 3:22

Цифровые загрузки и стриминг — Акустический
1. «Lavender Haze» (Acoustic Version) — 2:54

Цифровые загрузки и стриминг — Ремиксы
1. «Lavender Haze» (Tensnake remix) — 3:34
2. «Lavender Haze» (Snakehips remix) — 3:07
3. «Lavender Haze» (Jungle remix) — 3:55
4. «Lavender Haze» (Felix Jaehn remix) — 2:51
5. «Lavender Haze» — 3:22

## Участники записи
По данным из буклета альбома и Pitchfork
- Тейлор Свифт — вокал, автор, продюсер
- Джек Антонофф — автор, продюсер, ударные, программирование, перкуссия, синтезатор, меллотрон, орган Вурлитцера, бэк-вокал, звукозапись
- Зои Кравиц[b] — автор, бэк-вокал
- Sounwave — автор, продюсер, программирование
- Джэхан Свит — автор, продюсер, бас, флейта, вукозапись
- Sam Dew — автор, бэк-вокал, звукозапись
- Braxton Cook — продюсер
- Доминик Ривиниус — барабан
- Сербан Генеа — микширование
- Брайс Бордоне — ассистент по микшированию
- Рэнди Меррилл — мастеринг
- Меган Серл — ассистент по звукозаписи
- Джон Шер — ассистент по звукозаписи
- Джон Руни — ассистент по звукозаписи
- Марк Агилар — ассистент по звукозаписи
- Джонатан Гарсия — ассистент по звукозаписи
- Лаура Сиск — звукозапись
- Кен Льюис — звукозапись

## Чарты
| Чарт (2022—2023)                       | Высшая позиция |
| -------------------------------------- | -------------- |
| Австралия (ARIA)                       | 2              |
| Австрия (Ö3 Austria Top 40)            | 15             |
| Бельгия/Фландрия (Ultratop 50)         | 49             |
| Канада (Billboard Canadian Hot 100)    | 2              |
| Канада (Billboard AC Airplay)          | 16             |
| Канада (Billboard CHR/Top 40)          | 6              |
| Канада (Billboard Hot AC)              | 5              |
| Чехия (Rádio Top 100)                  | 57             |
| Чехия (Singles Digitál Top 100)        | 18             |
| Франция (SNEP)                         | 78             |
| Германия (GfK)                         | 71             |
| Мир (Billboard Global 200)             | 2              |
| Греция (IFPI)                          | 6              |
| Гонконг (Billboard)                    | 17             |
| Венгрия (Stream Top 40)                | 26             |
| Исландия (Plötutíðindi)                | 9              |
| Ирландия (IRMA)                        | 2              |
| Литва (AGATA)                          | 14             |
| Люксембург (Billboard)                 | 12             |
| Малайзия (Billboard)                   | 5              |
| Нидерланды (Single Top 100)            | 22             |
| Новая Зеландия (Recorded Music NZ)     | 2              |
| Норвегия (VG-lista)                    | 13             |
| Филиппины (Billboard)                  | 3              |
| Португалия (AFP)                       | 7              |
| Сингапур (RIAS)                        | 4              |
| Словакия (Singles Digitál Top 100)     | 22             |
| ЮАР (Billboard)                        | 8              |
| ЮАР (RISA)                             | 10             |
| Испания (PROMUSICAE)                   | 36             |
| Швеция (Sverigetopplistan)             | 18             |
| Швейцария (Schweizer Hitparade)        | 18             |
| Великобритания (UK Singles Chart)      | 3              |
| США (Billboard Hot 100)                | 2              |
| США (Billboard Adult Contemporary)     | 18             |
| США (Billboard Adult Top 40)           | 4              |
| США (Billboard Dance/Mix Show Airplay) | 6              |
| США (Billboard Mainstream Top 40)      | 5              |

| Чарт (2023)                           | Позиция |
| ------------------------------------- | ------- |
| Canada (Canadian Hot 100)             | 28      |
| Global 200 (Billboard)                | 72      |
| US Billboard Hot 100                  | 32      |
| US Adult Contemporary (Billboard)     | 49      |
| US Adult Top 40 (Billboard)           | 16      |
| US Mainstream Top 40 (Billboard)      | 15      |
| US Dance/Mix Show Airplay (Billboard) | 30      |

## Сертификации
| Регион                                                                      | Сертификация  | Продажи |
| --------------------------------------------------------------------------- | ------------- | ------- |
| Австралия (ARIA)                                                            | 3× Платиновый | 210 000 |
| Бразилия (ABPD)                                                             | Платиновый    | 40 000  |
| Канада (Music Canada)                                                       | Платиновый    | 80 000  |
| Мексика (AMPROFON)                                                          | Платиновый    | 140 000 |
| Новая Зеландия (RMNZ)                                                       | Золотой       | 15 000  |
| Польша (ZPAV)                                                               | Золотой       | 25 000  |
| Португалия (AFP)                                                            | Золотой       | 5000    |
| Испания (PROMUSICAE)                                                        | Золотой       | 30 000  |
| Великобритания (BPI)                                                        | Платиновый    | 600 000 |
| Данные о продажах + прослушиваниях приведены только на основе сертификации. |               |         |

## История релиза
| Регион | Дата            | Формат                     | Версия            | Лейбл                 | Ссылка        |
| ------ | --------------- | -------------------------- | ----------------- | --------------------- | ------------- |
| США    | 29 ноября 2022  | Contemporary hit radio     | Оригинальная      | Republic              | [ 29 ]        |
| США    | 27 января 2023  | Цифровые загрузки          | Оригинальная      | Republic              | [ 30 ]        |
| Мир    | 10 февраля 2023 | Цифровые загрузки стриминг | Felix Jaehn remix | Republic              | [ 119 ]       |
| США    | 3 марта 2023    | Цифровые загрузки          | Tensnake remix    | Republic              | [ 33 ]        |
| США    | 3 марта 2023    | Цифровые загрузки          | Snakehips remix   | Republic              | [ 34 ]        |
| США    | 3 марта 2023    | Цифровые загрузки          | Jungle remix      | Republic              | [ 35 ]        |
| Мир    | 3 марта 2023    | Цифровые загрузки стриминг | Remixes           | Republic              | [ 36 ]        |
| Италия | 17 марта 2023   | Радиоротация               | Оригинальная      | Universal Music Italy | [ 120 ]       |
| Мир    | 31 марта 2023   | Цифровые загрузки стриминг | Акустическая      | Republic              | [ 37 ] [ 38 ] |

### Комментарии
1. ↑  Лидеры по числу хитов в Топ-10 радиоэфирного хит-парада Radio Songs:

30, Rihanna; 
24, Drake; 
23, Mariah Carey; 
21, Justin Bieber; 
20, Lil Wayne; 
19, Beyoncé; 
18, Chris Brown; 
18, Maroon 5; 
18, Bruno Mars; 
17, Ariana Grande; 
17, Jay-Z; 
17, Ludacris; 
17, P!nk; 
17, T-Pain; 
17, Taylor Swift; 
17, Usher[59].
2. ↑  Зои Кравиц появилась благодаря Republic Records, подразделению UMG Recordings, Inc[65].